# Nerophis maculatus
Nerophis maculatus е вид морска игла от семейство иглови (Syngnathidae).

## Разпространение и местообитание
Видът е разпространен в Израел, Испания, Италия (Сицилия), Ливан, Малта, Португалия (Азорски острови), Турция и Франция.
Обитава крайбрежията на морета в райони със субтропичен климат.

## Описание
На дължина достигат до 30 cm.